# Ben 10
Ben 10 é uma franquia de mídia de desenhos animados norte-americana e é produzida pelo Cartoon Network Studios.
A franquia fala sobre um garoto que usa um dispositivo extraterrestre em formato de relógio de pulso, que a cada série é renovado ou trocado. É o chamado Omnitrix, que permite a ele se transformar em diversas criaturas exóticas.
A franquia Ben 10 já arrecadou mais de 2 bilhões de dólares em vendas de varejo na Europa, Oriente Médio e África (EMEA) e já vendeu 1 milhão de brinquedos em todo o mundo.

## Séries

### Ben 10
Aos 10 anos de idade, Benjamin Kirby Tenyson descobre um dispositivo alienígena na floresta chamado de Omnitrix, que lhe permite se transformar em 10 diferentes espécies alienígenas. Ao longo de suas férias de verão, viajando o país num trailer com seu avô Max e com a sua prima Gwen, Ben luta contra o crime e alienígenas do mal com seus novos poderes, adquirindo a capacidade de se transformar em mais nove novos alienígenas ao longo do caminho.

### Ben 10: Força Alienígena
Cinco anos após a série original, Ben reaparece sem o Omnitrix , até o desaparecimento de seu avô Max, tendo que colocá-lo de volta, reiniciando e dando a Ben um novo conjunto de 10 alienígenas. Junto de Gwen e seu antigo inimigo Kevin eles partem em missões encarando novos vilões e adquirindo novos alienígenas pelo tempo. A série fora originalmente intitulado Ben 10: Hero Generation (em tradução livre: Ben 10: Geração de Heróis). nessa série começa a revolução dos ETs com o lema vem pro espaço.

### Ben 10: Supremacia Alienígena
Após a destruição do Ominitrix original Ben recebe o Superominitrix, uma versão melhorada do Omnitrix capaz de evoluir alguns alienígenas. Ainda na companhia de Gwen e Kevin ele continua sua luta contra os alienígenas e adquire mais espécies alienígenas. Na primeira temporada ele luta contra Aggregor, um Osmosiano que tenta dominar o universo.

### Ben 10: Omniverse
Ben recebe um novo Omnitrix, com novas transformações.Esta versão é a original, ele so havia recebido protótipos ao longo de sua jornada, e essa versão começou a ser produzida logo quando ganhou seu primeiro Omnitrix. No entanto, este Omnitrix ainda está em fase de testes e nem sempre fornece ao Ben a transformação no alien que ele pediu, transformando-o em outra coisa, o que cria situações engraçadas para o nosso herói. O traço do desenho mudou um pouco e incomodou alguns fãs (Ben e demais personagens aparecem sem pupilas nos olhos). O diretor e criador dessa temporada de ben 10 é Willy Junior, Yuri Lowenthal, Greg Cipes e Ashley Johnson (dubladores da segunda e terceira série) continuaram com seus papéis como Ben, Gwen e Kevin, respectivamente, assim como foi em Alien Force e Ultimate Alien.Em Ben 10: Omniverse teve 6 logotipos:
- Ben 10: Omniverse Um Novo Começo;
- Ben 10: Omniverse A Vingança de Malware;
- Ben 10: Omniverse Invasão
- Ben 10: Omniverse Duelo das Duplicatas;
- Ben 10: Omniverse Monstros Galácticos;
- Ben 10: Omniverse Os Torcedores do Mal.

## Personagens principais
- Benjamin Kirby Tennyson (Ben) é um garoto de 10 anos, que está sempre tentando ter aventuras alienígenas antes de suas férias terminarem. No dia das férias não gostou da ideia da sua prima Gwen passar o verão junto com ele e seu Avô Max. Quando achou o relógio chamado Omnitrix, não conhecia o nome. Transforma-se no Chama (alien composto por fogo) e quase destruiu uma floresta ao queimar as arvores. Depois da confusão, ele descobre que o relógio podia transformar ele em 10 alienigenas, e ele decide usar o Omnitrix para salvar as pessoas e também para se divertir em pregar peças, principalmente na sua prima. Ele logo descobre mais segredos sobre o Omnitrix. Em Força Alienigena, cinco anos se passaram e o Ben agora com 15 anos, está mais maduro e responsavel, e ele junto com a Gwen e o seu ex-rival Kevin, se unem para combater ameaças mais perigosas. Na batalha final contra o Vilgax, o Ben perde o seu omnitrix, mas ganha o Superomnitrix, que pode transformar o Ben em todos os aliens que ele já se transformou e ainda aprimorar os poderes deles, na forma Suprema, o que vemos em Ben 10 Supremacia Alienigena, onde ele tem 16 anos. Em Ben 10 Omniverse, o Ben decide atuar sozinho, junto com o Rook.
- Gwendollyn Tennyson (Gwen) é estudiosa, inteligente que vive com seu laptop. Está sempre brigando e pegando no pé do Ben, sendo o oposto dele, já que ela é mais madura, e sarcástica. Mas apesar das brigas, eles também acabam aprendendo em trabalhar em equipe. Ela também aprendeu a fazer feitiçaria durante os combates que ela teve com o Mago Hex e a Encantriz. Em Força Alienigena, com 15 anos, a Gwen agora se tornou uma ótima feiticeira e provou ser uma aluna muito inteligente, e ela deixou de lado as brigas que ela costumava ter com o Ben, e ela demonstrou ter um interesse amoroso com o Kevin.
- Maxwell Tennyson (Max) foi um encanador mas teve que se aposentar pela idade. Leva Ben e Gwen para passar férias em seu trailer, a Lata Velha.Quando o relógio ficou preso no pulso de Ben revelou ser um Encanador que protegia a terra dos alienígenas. Bastante sábio, ele entende tudo de alienigenas e ele gosta de comidas esquisitas.
- Kevin Ethan Levin era um garoto delinquente de 11 anos, que tinha o poder de absorver energia, criado nas ruas, por não souber controlar os seus poderes, ele conhece o Ben e o omnitrix, e Kevin tenta se apoderar do relógio, mas acabou se tornando uma mistura de alienigenas, perdendo a sua forma humana, e ele passou a culpar o Ben por isso. Ele se uniu ao Vilgax para tentar se vingar do Ben, mas acabou ficando preso no nulificador. Em Força Alienigena, cinco anos se passaram e foi revelado que o Kevin não só escapou do nulificador, como também agora recuperou a sua forma humana e aprendeu a controlar os seus poderes, absorvendo matéria como metal, pedra, diamante, moedas, ou todo tipo que ele precisar. Ele queria se vingar do Ben, mas depois decidiu deixar de lado a sua vingança quando se une a ele e a Gwen para procurar pelo Vô Max e salvar o mundo das ameaças alienigenas. Foi aí que o Kevin se apaixona pela Gwen, amolecendo o seu lado durão. Apesar da sua caracteristica arrogante, egoista e rebelde, Kevin possui um bom coração, e sempre luta para proteger os seus amigos e a Gwen.

## Reboot
O feed do twitter oficial do Cartoon Network PR confirmou que a franquia Ben 10 terá um reboot que seguira as aventuras de Ben, Gwen e Max Tennyson. Ele irá incluir novas formas alienígenas adicionais do Omnitrix.  A série está definida para estréia no Cartoon Network International em 2016 e na América do Norte em 2017. Porém diversos fãs da obra reprovaram-na pois acharam que a série estava "bem infantilizada".

## Jogos
| Nome                                      | Plataforma(s)                                                                  | Data de lançamento     |
| ----------------------------------------- | ------------------------------------------------------------------------------ | ---------------------- |
| Ben 10: Protector of Earth                | PlayStation Portable, PlayStation 2, Wii, Nintendo DS, Microsoft Windows       | 30 de outubro de 2007  |
| Ben 10: Alien Force                       | PlayStation Portable, PlayStation 2, Wii, Nintendo DS                          | 28 de outubro de 2008  |
| Ben 10 Alien Force: Vilgax Attacks        | PlayStation Portable, PlayStation 2, Xbox 360, Wii, Nintendo DS                | 27 de outubro de 2009  |
| Ben 10 Alien Force: The Rise of Hex       | Xbox 360 (Xbox Live), Wii (WiiWare)                                            | 26 de maio de 2010     |
| Ben 10 Ultimate Alien: Cosmic Destruction | PlayStation Portable, PlayStation 3, PlayStation 2, Xbox 360, Wii, Nintendo DS | 5 de outubro de 2010   |
| Ben 10: Galactic Racing                   | PlayStation 3, Xbox 360, Nintendo 3DS, Wii, PlayStation Vita, Nintendo DS      | 18 de outubro de 2011  |
| Ben 10: Omniverse                         | Wii, PlayStation 3, Xbox 360, Nintendo 3DS, Wii U, Nintendo DS                 | 13 de novembro de 2012 |
| Ben 10: Omniverse 2                       | Xbox 360, PlayStation 3, Wii, Nintendo 3DS, Wii U                              | 9 de novembro de 2013  |
| Ben 10 (Reboot)                           | PlayStation 4, Nintendo Switch, Xbox One, Microsoft Windows                    | 14 de novembro de 2017 |
| Ben 10: Power Trip                        | PlayStation 4, Nintendo Switch, Xbox One, Microsoft Windows                    | 9 de outubro de 2020   |

## Elementos da franquia

### Omnitrix/Superomnitrix

O Omnitrix como visto em Força Alienígena, destacando o símbolo contido nos emblemas dos Encanadores

Caindo acidentalmente nas mãos de Ben Tennyson, o Omnitrix e sua posterior versão o Superomnitrix (Ultimatrix, no original) são o elemento central da série. Eles são dispositivos alienígenas de tecnologia nível 20 desenvolvido por Azmuth, que transforma o usuário em qualquer uma de uma série de seres alienígenas.
O Omnitrix aparece nas duas primeiras séries de animação da franquia (Ben 10 e Ben 10: Força Alienígena) e o Superomnitrix na terceira série de animação (Ben 10: Supremacia Alienígena). No episódio final de Supremacia Alienígena, Azmuth leva o Superomnitrix de Ben e o substitui por um novo Omnitrix - o original por ter sido apenas um protótipo.
Azmuth revela que o verdadeiro propósito do Omnitrix foi permitir que os diversos seres do universo entendessem a vida na pele um do outro, e para ressuscitar espécies inteligentes extintas.
Na primeira série ele costumava ser o foco principal, mas depois foi tornando-se um elemento secundário na história.

### Encanadores
Os Encanadores (Vovô Max, no original) são uma organização galática de heróis espaciais que lutam pela paz do universo há milhares de anos. No começo eles foram apresentados na série original ao Vô Max mencionar ter servido a essa organização no passado como Magistrado Tennyson. Durante essa fase pouca coisa é revelada sobre a organização até às demais temporadas, quando se torna foco principal da série ao aparecerem os ajudantes e magistrados no decorrer da série.
Eles são alienígenas das mais variadas espécies capazes de controlarem armas de alta tecnologia além de portarem um distintivo com o mesmo símbolo contido no Omnitrix capaz de servir como mapa, tradutor, entre outras funções. A partir de Força Alienígena, Ben, Gwen e Kevin se tornam Encanadores e em Omniverse passa a surgir uma base na Terra.

### Alienígenas
Os seres alienígenas são um dos focos principal da série, tanto quanto o Omnitrix. Cada espécie é oriunda de um planeta diferente, e possui um poder especial e habilidade. A princípio eles foram apresentados pelo Omnitrix de Ben até suas primeiras batalhas contra Vilgax e descobrir a existência de seres inteligentes em outros planetas. Até ao final da série Supremacia Alienígena nenhum alienígena costumava frequentar a Terra até com o tempo passarem a conviver no planeta, isto passa a ser mostrado com maior frequência na série Omniverse quando inúmeras civilizações passam a morar no subterrâneo de Bellwood, a Cidade de Baixo.

### Mana
A partir da fase Força Alienígena é revelado a existência da Mana, uma forma de energia vital rosada da qual todos os seres vivos possuem. A mana é controlado por alienígenas chamados Anoditas e também por seres híbridos por ela como o caso da Gwen, embora que também possa ser usada por seres oriundos de Ledgerdomain como Hex e Encantriz. Com a Mana ela pode servir de ataque ou defesa criando barreiras,e raios de energia. No começo ela era chamada de magia.

## Filmes e especiais
Até ao momento a franquia possui em torno de 4 filmes e um especial de televisão. O primeiro filme O Segredo do Omnitrix, foi lançado em 2007 após o final da primeira série, sendo o único a conter o mesmo estilo de animação tradicional em 2D do desenho animado. Seu sucessor Corrida Contra o Tempo lançado no mesmo ano também é baseado na primeira série, porém seguindo estilo live-action misturado com animação computadorizada. O mesmo estilo também é usado em Invasão Alienígena de 2009 que vem a ser o único baseado na série Força Alienígena. Destruição Alienígena de 2012, é o terceiro baseado na série original e leva estilo de animação 3D inteiramente computadorizada. Em 19 de fevereiro de 2020, o Cartoon Network anunciou que um filme chamado Ben 10 Versus the Universe: The Movie, baseado na reinicialização do programa, a qual estreou em outubro de 2020.
- Ben 10: O Segredo do Omnitrix (2007)
- Ben 10: Corrida Contra o Tempo (2007)
- Ben 10: Invasão Alienígena (2009)
- Ben 10: Destruição Alienígena (2012)
- Ben 10/Mutante Rex: Heróis Unidos (especial)
- Ben 10 Contra o Universo: O Filme (2020)